# Dietrich Ludwig Gustav Karsten
Dietrich Ludwig Gustav Karsten, född 5 april 1768 i Bützow, död 20 maj 1810 i Berlin, var en tysk mineralog, son till Wenceslaus Johann Gustav Karsten.
Karsten var chef för preussiska gruvväsendet och inlade stor förtjänst om det kungliga mineraliekabinettet i Berlin och skrev flera mineralogiska avhandlingar, bland annat Tabellarische Übersicht der mineralogischen einfachen Fossilien (1791; ny upplaga under titeln Mineralogische Tabellen, 1800), vars indelning av flötsbildningarna var gällande ännu vid 1800-talets mitt.